# Assedio del Forte di Bard
L'assedio del Forte di Bard fu un'azione militare avvenuta nel contesto della Seconda Campagna d'Italia. Vide coinvolti l'esercito francese al comando di Napoleone Bonaparte e la guarnigione austriaco-piemontese di stanza al forte. Le forze del capitano Josef Stockard von Bernkopf riuscì a trattenere un gran numero di francesi per 12 giorni prima di capitolare.

## Contesto storico
Dopo un periodo di pace di due anni, nel 1799 le maggiori potenze europee tornarono in guerra contro la giovane repubblica francese. Austria, Russia e Regno Unito si allearono per sconfiggere i francesi, sebbene la loro intesa fosse solo informale ed ognuno di essi avesse a cuore i propri interessi piuttosto che una guerra ideologica contro la Francia.
Lo scontro avvenne principalmente su due fronti: quello tedesco-svizzero, dove il generale Massena aveva trovato una vittoria decisiva a Zurigo contro i russi, e quello italiano, dove, nonostante si fossero alternati diversi generali alla guida dell'esercito, l'Armata d'Italia faticava non poco a trovare una vittoria contro le truppe della coalizione. Inizialmente guidati da Kray, i coalizzati vennero poi lasciati alle esperte mani di Suvorov, che riuscì a strappare numerosi successi, avanzando dal Veneto sino al cuore del Piemonte. Costretto ad abbandonare il luogo dei suoi successi per la Svizzera, Suvorov lasciò l'esercito coalizzato in Italia sotto la guida del generale austriaco von Melas, che si dimostrò altrettanto capace nei mesi successivi.
Parallelamente a quanto stava accadendo al fronte, la situazione politica in Francia su sottoposta ad un cambiamento radicale: il 18 brumaio, un gruppo di cospiratori, tra i quali il generale Bonaparte, prese il potere, sostituendo il Direttorio con il Consolato. Questo nuovo organo, decisamente più efficiente e meno corrotto, avrebbe dovuto trovare una soluzione alla disastrosa situazione francese.

## Antefatti
Nell'aprile del 1800, quando Napoleone stava ancora preparando la sua Armata di Riserva, ricevette notizia del successo dell'offensiva austriaca in Liguria: Suchet era stato respinto sino al Var mentre Massena e Soult, che erano stati spostati in Italia nei mesi precedenti, erano posti sotto assedio a Genova. La situazione era decisamente critica: il piano che Napoleone aveva escogitato faceva leva sulla forte posizione difensiva delle armate francesi in Italia, ora intrappolate a Genova e impossibilitate a spezzare l'assedio.
Era quindi iniziata una corsa contro il tempo: le armate francesi di Digione dovevano attraversare le Alpi e piombare alle spalle dell'esercito di von Melas prima che la guarnigione intrappolata a Genova capitolasse. Per fare ciò, occorreva che il generale Moreau inviasse 15 000 uomini attraverso il passo del San Gottardo, in modo da rafforzare l'esercito del Primo Console a sufficienza da poter affrontare le armate austriache in Italia al completo, e affinché ciò accadesse era necessario che l'Armata del Reno ottenesse delle pesanti vittorie sulle armate austriache di Kray in Germania. Nonostante i ripetuti inviti ad accelerare la manovra, il prudente Moreau, in parte restio a muoversi a causa di una reciproca diffidenza ed invidia nei confronti di Napoleone, restò inattivo sino al 25 aprile, quando, finalmente, si decise ad attraversare il Reno ed ingaggiò gli austriaci a Stockach, riportando una buona vittoria il 3 maggio, e poi a Meßkirch due giorni dopo.

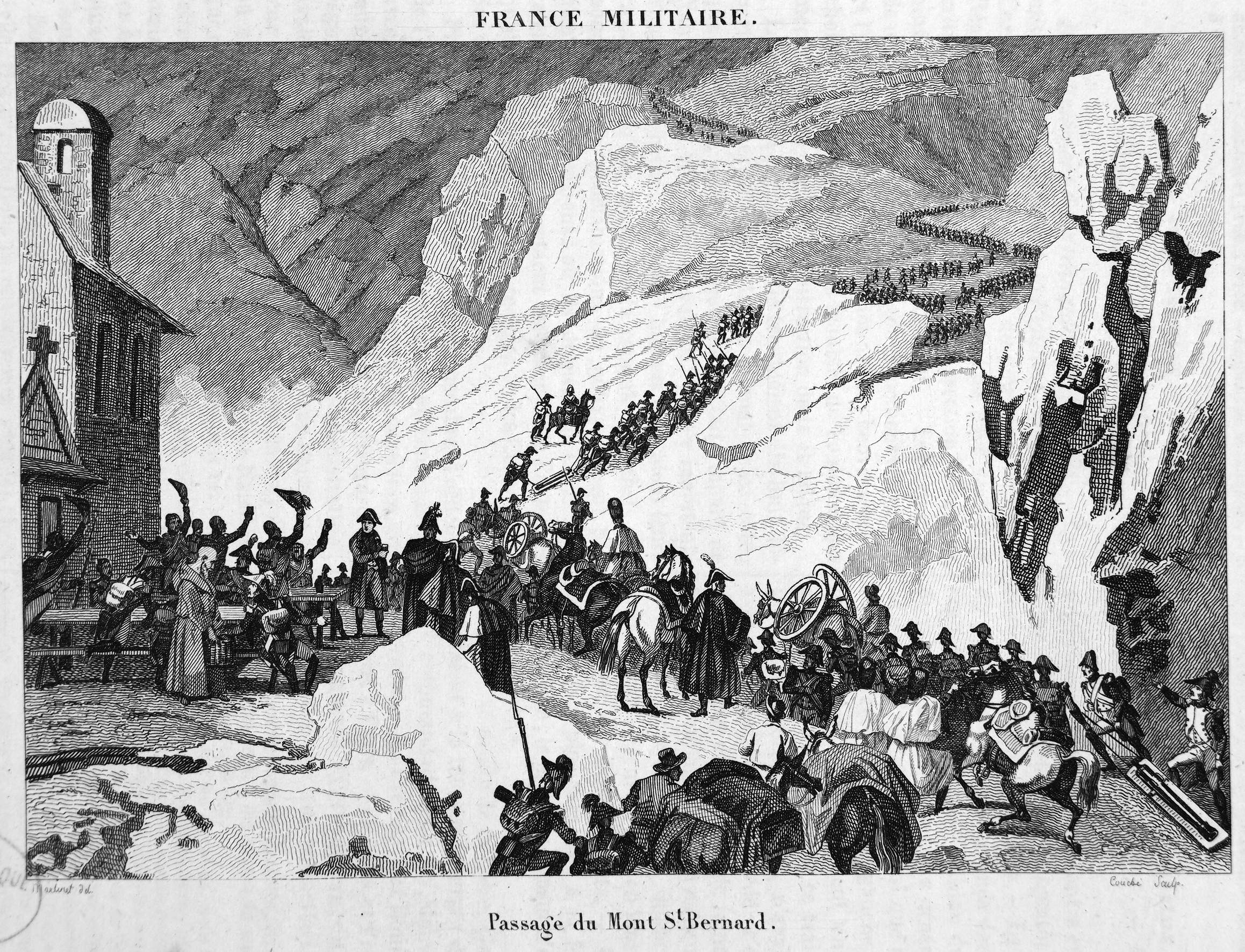
Passaggio del San Bernardo

Ricevute finalmente buone notizie dal fronte tedesco, Napoleone si mosse con tutto il suo stato maggiore verso le Alpi, dove intendeva effettuare la traversata. Formalmente il comando dell'esercito era tenuto dal generale Berthier, reale organizzatore del passaggio sulle Alpi, che stava già preparando nei più minuziosi dettagli la delicata marcia: il lavoro compiuto da Berthier si rivelò così magistrale che solo un cannone fu perso, a causa di una valanga. Il 6 maggio, Napoleone giunse a Digione e tre giorni dopo Ginevra. Pochi giorni dopo, a dorso di mulo, iniziò la scalata del passo del Gran San Bernardo.
Il 13 maggio Napoleone entrò nell'attuale Valle d'Aosta dalla cittadina svizzera di Bourg-Saint-Pierre. Fino al 16 maggio i francesi non avevano impegnato il nemico austro-piemontese, ma all'ingresso di Aosta si verificarono leggeri combattimenti contro l'esercito austriaco.

## L'assedio

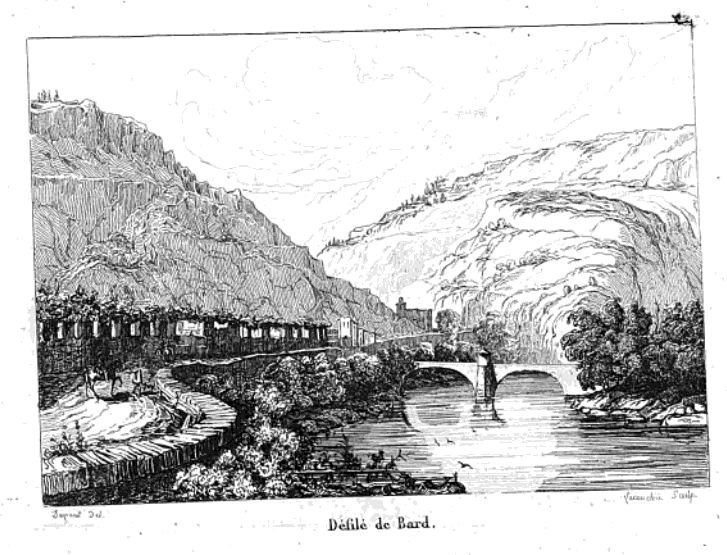
Illustrazione del Forte di Bard

L'avanzata di Napoleone cominciò a rallentare quando una forza guidata dai generali Dupont e Dufour raggiunse il villaggio di Bard, dominato da un piccolo forte che copriva le vie principali, ad eccezione di una mulattiera che veniva utilizzata dall'avanguardia di Napoleone per proseguire verso Ivrea. La sera del 20 maggio, Dupont chiese la resa di Stockard Von Bernkopf, comandante della compagnia austriaca nel forte, il quale rifiutò. Nel frattempo, gli ingegneri francesi allargarono e riempirono le buche nel sentiero dei mulattieri per consentire al resto dell'esercito di proseguire, ad eccezione dell'artiglieria. Nella notte del 21 maggio il villaggio di Bard venne conquistato dall'esercito francese, che procedette ad accerchiare il forte. Il 22 maggio tre cannoni austriaci catturati dopo la battaglia di Châtillon iniziarono a sparare sul forte, senza causare quasi nessun danno. La mattina del 26 maggio, il forte venne attaccato da 300 granatieri per distrarre la guarnigione da una forza più piccola che cercava di attraversare la Dora Baltea. I difensori uccisero o ferirono più di 200 granatieri. Il generale Dufour morì mentre cercava di attraversare il fiume su una zattera. Lo stesso Napoleone era preoccupato dalla tenace resistenza dei difensori e dall'avanzata di un esercito nemico proveniente dal Piemonte.
Il forte rappresentava un ostacolo difficilmente superabile e una prolungata sosta avrebbe compromesso il risultato di tutta l'operazione dell'Armata di Riserva. Occorreva quindi trovare un modo per aggirarlo o per passarlo senza essere notati. Le due opzioni furono tentate entrambe. Nel primo caso, gli uomini dell'avanguardia di Lannes trovarono un sentiero lungo il monte Albaredo che permetteva di aggirare il forte senza essere bersagliati dai suoi cannoni, tuttavia, la strada era del tutto impraticabile per l'artiglieria, che fu ancora bloccata dal forte. Per riuscire a passare con l'artiglieria, i francesi aspettarono la notte e ricoprirono le ruote dei cannoni con la paglia. Attraversarono il paese di Bard nel massimo silenzio, riuscendo a trasportare alcuni pezzi di artiglieria oltre alle postazioni austriache. Quando gli austriaci si accorsero dei movimenti dei francesi, cercarono di colpirli con il fuoco dei loro cannoni ma la velocità dei repubblicani e il buio contribuirono notevolmente a limitare i danni.
Il 27 maggio Napoleone ordinò a una divisione comandata da Joseph Chabran di assediare il forte e proseguì con il resto dell'esercito, ricongiungendosi alla sua avanguardia. Un reggimento di 1243 fucilieri guidato da 119 ufficiali iniziò ad attaccare il forte, ma i cannoni di supporto francesi nascosti erano troppo piccoli per arrecare gravi danni all'edificio. L'assedio durò fino al 29 maggio, quando un cannone da 12 pollici, denominato "cannone di Andreossi", fu posizionato nella chiesa dietro il forte, dove non poteva essere visto dal nemico. Il 1º giugno i cannoni cominciarono a sparare contro il forte, distruggendone una parte delle mura. Alla fine della giornata Bernkopf si arrese, avendo perso metà delle sue forze. Ai difensori fu concesso di lasciare il forte con l'onore delle armi prima di essere fatti prigionieri, come era usanza all'epoca dopo che una forza assediata si era arresa.

## Conseguenze

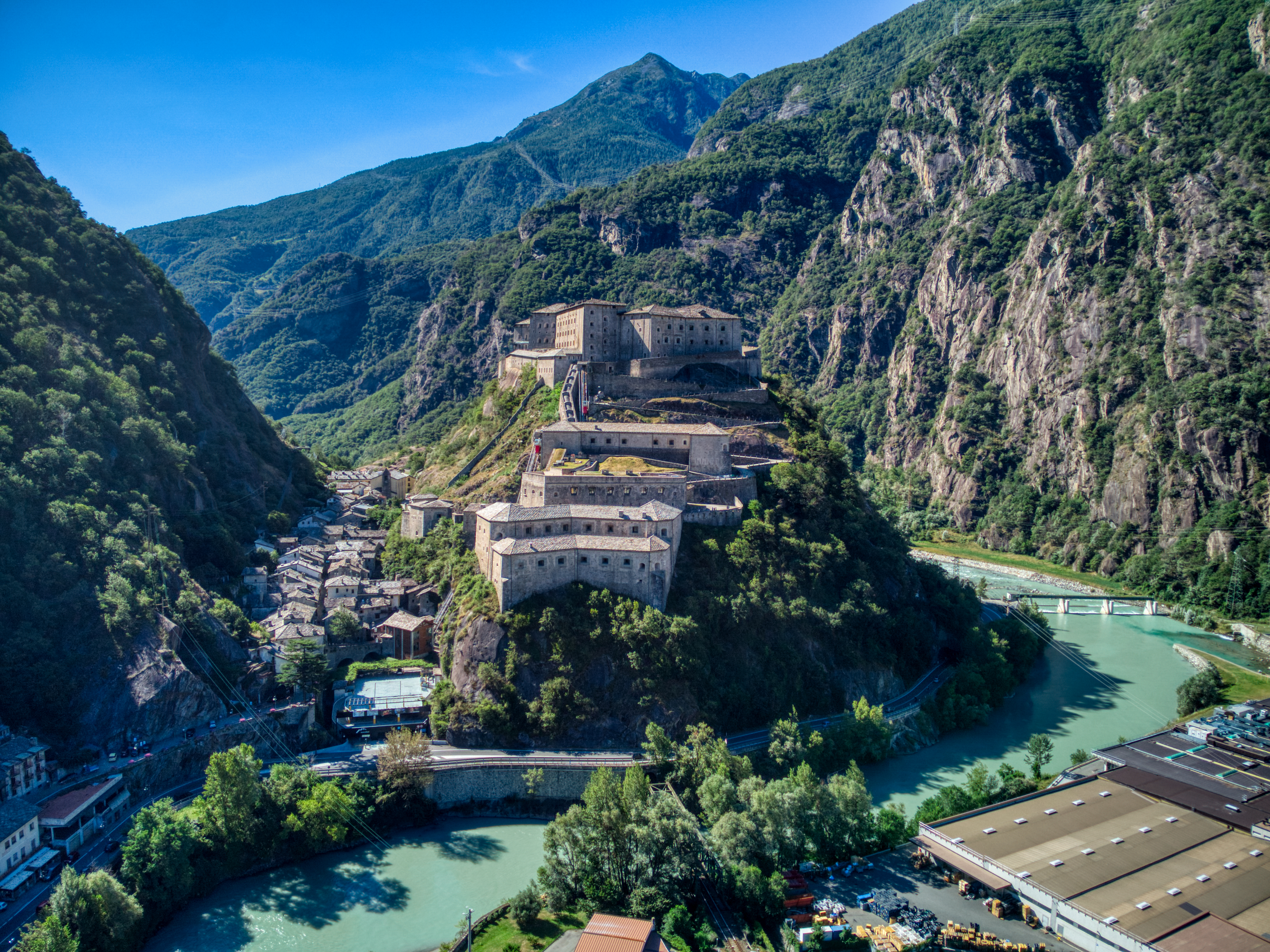
Forte di Bard oggi

L'attacco a sorpresa contro le forze austro-piemontesi sul fiume Po in Lombardia, pianificato da Napoleone, fu ritardato. Le forze di Lannes e Murat, dopo aver aggirato il forte, riuscirono a giungere in pianura, dove affrontarono e sconfissero gli austriaci presso la Chiusella e a Turbigo. Riusciti a superare il Ticino, si diressero a Milano, dove presero la città, tagliando le linee di comunicazione dell'esercito imperiale con Vienna.
Il Forte, chiamato da Napoleone "vilain castel de Bard" (castello malvagio di Bard in francese), fu in seguito completamente distrutto dai francesi, che dopo averne assaggiato la resistenza, decisero che era meglio sbarazzarsene piuttosto che doverlo affrontare nuovamente. Il castello venne ricostruito solo nel 1830 da Carlo Alberto di Savoia.